# 玉架山考古博物馆
玉架山考古博物馆位于中华人民共和国浙江省杭州市临平区东湖街道星河路和兴中路交界，是浙江省首座考古学科专题博物馆，博物馆占地约27亩，总建筑面积约2.5万平方米，馆藏文物有1800余件，主要来自三个（组）遗址，分别为玉架山遗址、茅山遗址、临平遗址群。为玉架山考古遗址公园的二期项目。

## 建设

### 建设背景
玉架山遗址发现于2008年，共有6个发现于2009年的环壕聚落遗址，此类型聚落遗址在良渚考古中为首次发现，玉架山遗址的时间范围涵盖了良渚文化早、中、晚期。共发掘397座墓葬、21座灰坑，10处建筑遗迹，共出土4000多件陶器、石器、玉器等多种文物。是良渚文化遗址中单体出土墓葬数量最多的遗址。该遗址于2011年入选该年度的全国十大考古新发现，于2017年公布为第七批浙江省文物保护单位。茅山遗址于2009至2011年经历了三期发掘，该遗址历经马家浜文化、崧泽文化、良渚文化和广富林文化四个文化时期，遗址内出土了良渚时期的独木舟，在该遗址内的良渚时期稻田为首次发现的同时期稻田，内有清晰可见的牛脚印。2015年9月，茅山遗址公布为杭州市级文物保护点。临平遗址群位于皋亭山、超山、临平山之间，目前已发现二十余处同期遗址和遗存，是环太湖地区良渚文化的高等级区域中心。

### 建设和设计
2022年11月，玉架山考古遗址公园建成。2023年初，玉架山考古博物馆开工，采用REMPC（科研+设计+制造+采购+施工）建造模式建设，2024年底完成五方主体的单体验收，并同时开展展陈施工。2025年5月18日，玉架山博物馆开馆。
玉架山考古博物馆以“以玉为媒，间架为山”为核心理念，融合自然与人文景观，大量使用纯白色石材幕墙以勾勒出山峦意象，与玉架山遗址自然风貌相融。博物馆设计南高北低，呼应玉架山山形。博物馆内部则以“间架”为空间原型，由东向西将建筑化解为数个展览空间。

## 展厅

### 常设展厅
博物馆陈列基本采取“3+1”格局进行展陈，设有三大展厅，分别为临平遗址群厅、茅山遗址厅、玉架山遗址厅，并首设无障碍展厅（“心光”）。玉架山遗址厅有玉器、石器、陶器等展品，该展厅设置了大型落地玻璃，可将玉架山考古遗址公园尽收眼底。利用虚拟现实技术与室外遗址结合，复原遗址的地形、地貌、遗存等。茅山遗址厅有整体提取的古稻田，圣水牛在广富林时期的农耕层留下的蹄印亦为展品，同时设置了碳化稻米搭配灯珠组成的“茅山”字样光影装置。临平遗址群厅展出从临平区各大小古聚落、各阶级古墓葬发掘出土的文物，有玉琮、神人兽面、小玉龙等文物，古墓葬亦被复原展示。同时复原墓葬下葬顺序、环壕兴废时序等考古发现。

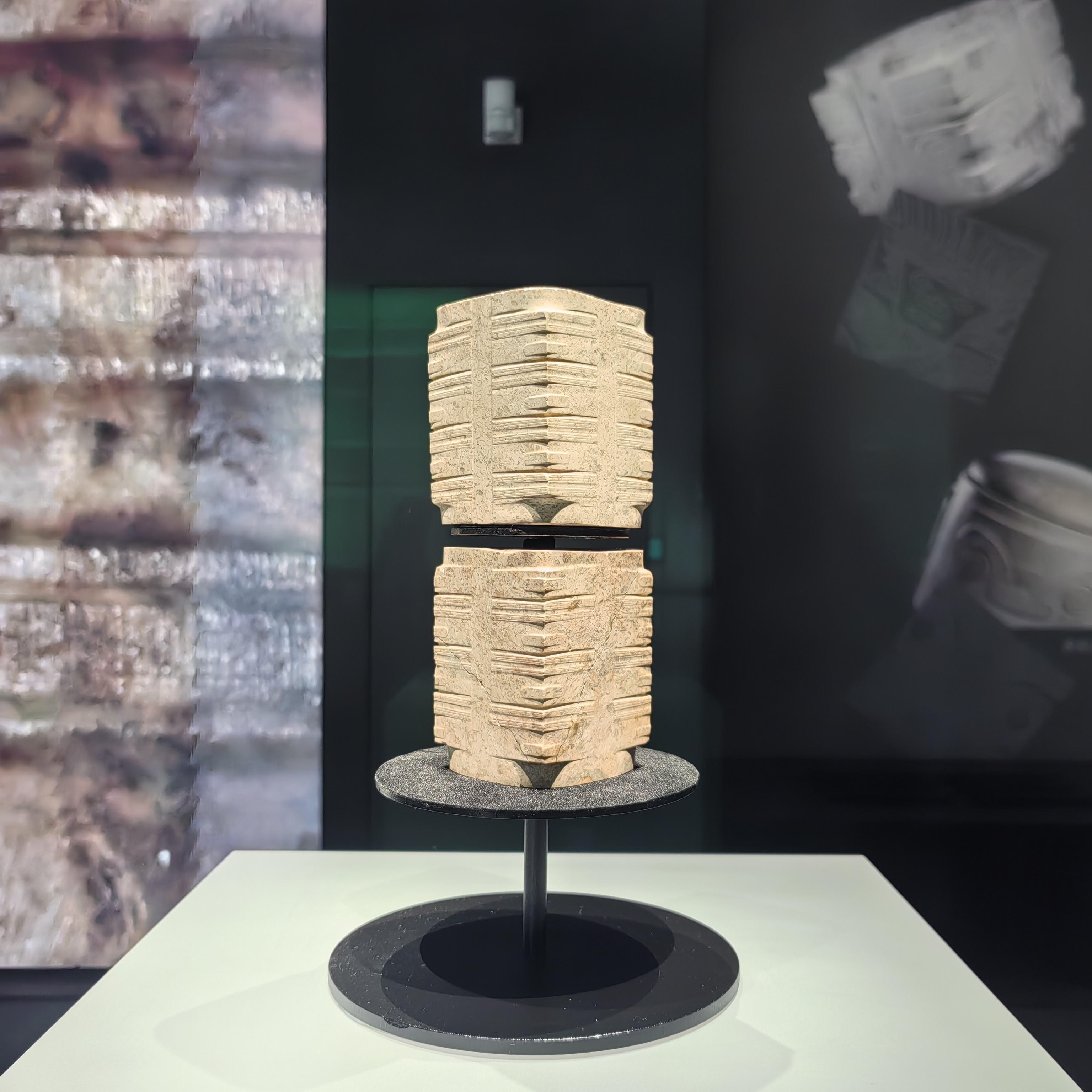
临平遗址群厅內的切割琮
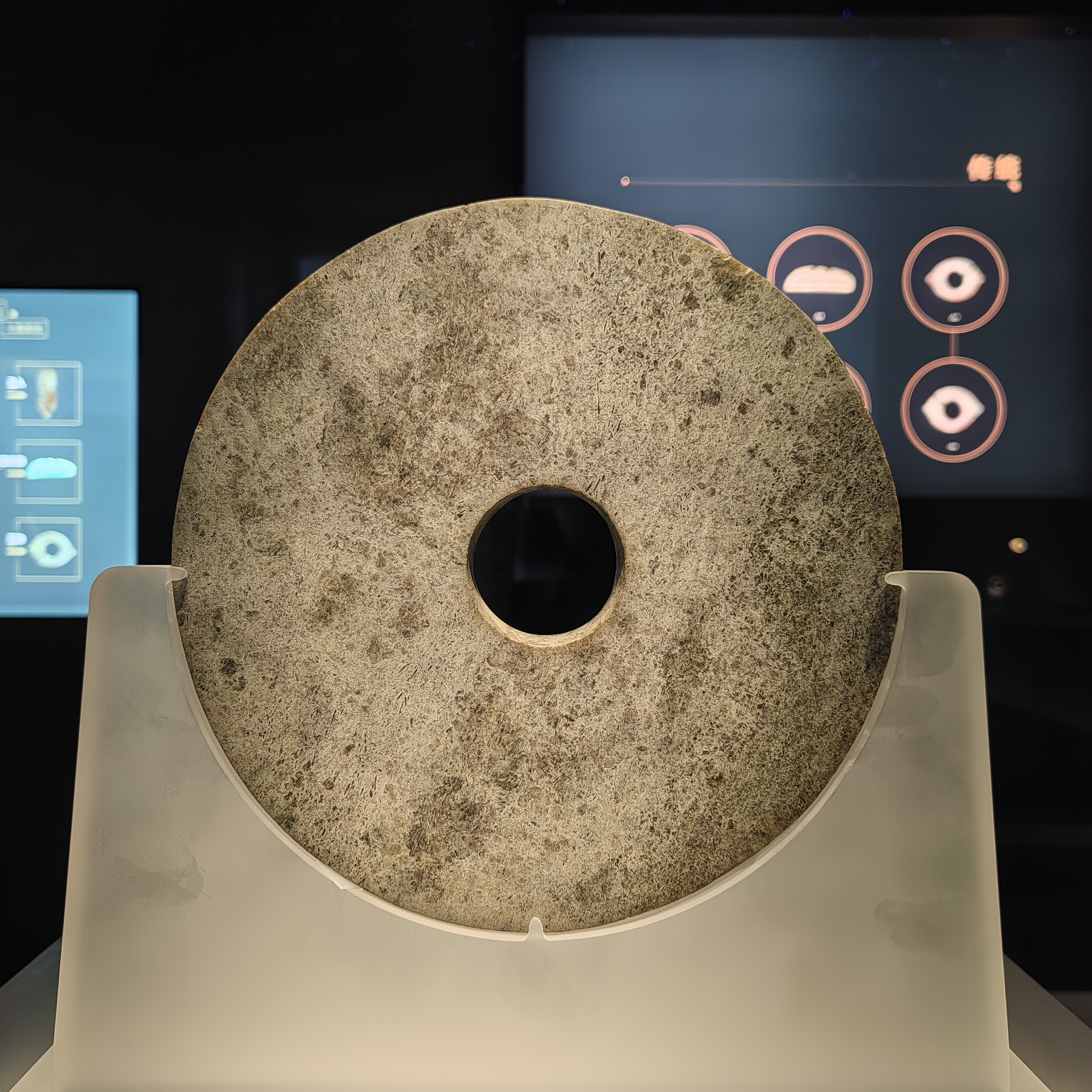
玉架山遗址厅內的刻符玉璧
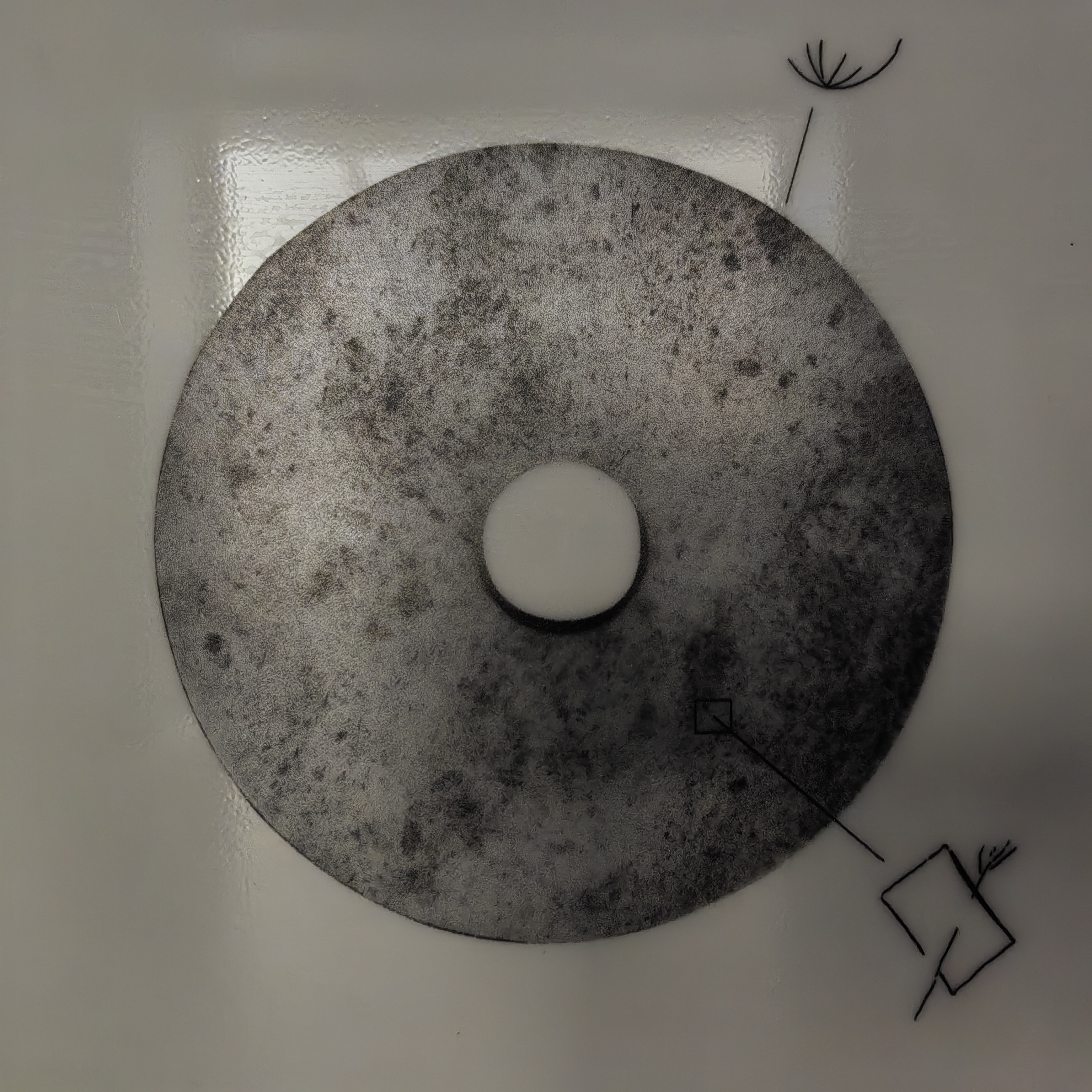
刻符玉璧上的刻符示意

### 临时展厅
博物馆设一临时展厅，2025年5月18日，“星斗——古国时代的中国”于玉架山考古博物馆开展。该展共有202组214件文物。“博物馆之城——杭州的博物馆事业高质量发展成果展”亦于同日和杭州博物馆同步开展，展览分“回望”“凝望”“展望”三个单元，以AI数字人、数字地图、互动游戏等为媒介，以“走遍杭州的博物馆”为载体，解读杭州“博物馆之城”理念，展现杭州“博物馆之城”的建设。

## 对外交流
玉架山考古博物馆曾于2025年5月17日，联合苏州考古博物馆、上海崧泽遗址博物馆、马鞍山凌家滩遗址博物馆启动长三角考古遗址博物馆研学活动。曾参与“5·18国际博物馆日”杭州主会场活动。